# 足球援助
足球援助 （Soccer Aid）是一項英國慈善活動，首次於2006年5月27日舉行，為聯合國兒童基金會（UNICEF）籌募260萬英鎊，為世上貧困國家成千上萬的兒童提供課本、藥物、清潔食水、蚊帳乃至關懷及保護。
活動由兩隊由名人及世界盃名宿組成的球隊進行足球比賽，其一代表英格蘭，而另一隊則為世界明星隊。「足球援助」由UNICEF英國大使罗比·威廉斯及强纳森·威克斯（Jonathan Wilkes）主催，而由著名二人組合「Ant & Dec」主持相關的半小時電視節目於2006年5月22日到5月27日在英國獨立電視台（ITV）每天播出，而正本大戰則作現場直播。
「足球援助」在2008年再度舉行。

## 活動流程
- 2006年5月22日：電視節目開始。世界名星隊在十二碼比賽擊敗英格蘭隊。
- 2006年5月23日：練習賽：英格蘭隊1-0擊敗英格蘭名宿隊（倫敦，卡雲農舍球場）
- 2006年5月24日：練習賽：世界名星隊3-7負於蘇格蘭名宿隊（倫敦，卡雲農舍球場）
- 2006年5月25日：世界名星隊在足球問答比賽擊敗英格蘭隊。
- 2006年5月26日：教練發表正選出場名單。
- 2006年5月27日：「足球援助」比賽，英格蘭隊2-1擊敗世界名星隊（曼徹斯特，奧脫福球場），入場觀眾人數71,960人。

練習賽每場60分鐘，而正本戲踢足90分鐘。

## 對賽球隊

### 英格蘭隊
英格蘭隊由前英格蘭足球代表隊領隊（Terry Venables）帶領，大卫·吉蒂斯（David Geddis）及泰德·布克斯顿（Ted Buxton）從旁協助。球隊原本由16名成員組成，白賴仁笠臣（Bryan Robson）稍後加入。部分成員，如安格斯·狄顿（Angus Deayton），曾在一個月之前在雷丁（Reading, Berkshire）的「英格蘭對德國：傳奇再現」（England v Germany: The Legends）的名人足球賽有上陣的經驗，當時德國以4-2獲勝。
英格蘭隊在賽前沒有傷患困擾，在星期二早上與1960年代到1990年代的前英格蘭國腳組成的英格蘭名宿隊進行的練習賽亦贏得勝利，但與世界明星隊對陣的十二碼及足球問答比賽則連翻落敗。
| 名人 - 罗比·威廉斯（Robbie Williams）《隊長》 - 大衛·格雷（David Gray） - 贾米·西克斯顿（Jamie Theakston） - 布莱德利·沃什（Bradley Walsh） - 強納森·威克斯（Jonathan Wilkes） - 本·谢菲尔德（Ben Shephard） - （Ronnie O'Sullivan） - 戴米恩·路易斯（Damian Lewis） - 安格斯·狄顿（Angus Deayton） - 迪恩·雷诺克斯·凯利（Dean Lennox Kelly） | 足球名宿 - 施文（David Seaman） - 東尼·阿當斯（Tony Adams） - 加斯居尼（Paul Gascoigne） - 占美·列納（Jamie Redknapp） - 萊斯·費迪南（Les Ferdinand） - 班尼斯（John Barnes） - 白賴仁·笠臣（Bryan Robson） - 拿索斯（Graeme Le Saux） |

### 世界名星隊
世界名星隊由古列治（Ruud Gullit）帶領，普耶（Gus Poyet）出任助教。隊長戈登・拉姆齊（Gordon Ramsay）在較早前操練受傷，上陣機會成疑。球隊原本由16名成員組成，及後作出兩個改變，包括加入馬勒當拿（Diego Maradona）。馬圖斯（Lothar Matthäus）曾在上月舉行的「英格蘭對德國：傳奇再現」中上陣。
世界名星隊遭受傷患及成員退出雙重打擊，甚至缺乏足夠的比賽球員。迪西里（Marcel Desailly）、馬圖斯、舒米高（Peter Schmeichel）及真路拿（David Ginola）在賽前兩三天才抵達作準備；真路拿於星期三對蘇格蘭名宿隊的練習賽半場時才到達，而馬勒當拿更在賽前一天才加入。而克雷格·道爾（Craig Doyle）及布莱恩·麦克法登（Brian McFadden）先後在週三的練習賽中受傷離場，需由領導成員古列治和普耶入替。 
| 名人 - 戈登・拉姆齊（Gordon Ramsay）《隊長》 - 大卫·坎匹西（David Campese） - 帕特里克·基尔蒂（Patrick Kielty） - 埃迪艾尔文（Eddie Irvine） － 退隊由 加雷思·托马斯（Gareth Thomas）補替 - 本·约翰逊（Ben Johnson） - 谢尔盖·费德罗夫（Sergei Fedorov） - 布莱恩·麦克法登（Brian McFadden） - 阿拉斯泰尔·坎贝尔（Alastair Campbell） - 克雷格·道爾（Craig Doyle） - 亚历桑德罗·尼沃拉（Alessandro Nivola） - 迈克尔·格里科（Michael Greco） | 足球名宿 - 蘇拿（Gianfranco Zola） - 迪西里（Marcel Desailly） - 真路拿（David Ginola） - 邓加（Dunga） - 馬圖斯（Lothar Matthäus） - 舒米高（Peter Schmeichel） - 馬勒當拿（Diego Maradona） - 古列治（Ruud Gullit）《領隊兼球員》 - 普耶（Gus Poyet）《副領隊兼球員》 |

### 其他著名參賽者
比賽由義大利著名的光頭裁判哥連拿主吹，哥連拿在2005年8月掛雞前被認為是世上最佳的足球裁判。

## 比賽過程
英格蘭以2-1擊敗世界明星隊，萊斯·費迪南及强纳森·威克斯為英格蘭取得入球而領先2-0，及後大衛·格雷在禁區內犯手球被判罰十二碼，世界明星隊由馬勒當拿射入追成1-2完場；强纳森·威克斯被選為比賽最佳球員（Man of the Match）。

## 善款用途
「足球援助」通過門票、捐助及商業贊助取得的盈利撥歸聯合國兒童基金會（UNICEF）在非洲、亞洲及美洲的計劃。善款中約240萬英鎊用於：
1. 在印尼保護兒童對抗瘧疾；
2. 在南非照顧愛滋病孤兒；
3. 在尚比亞協助兒童接受生活技能教育；
4. 在莫三比克為家庭提供清潔食水及改善衛生環境；
5. 在馬拉威確保兒童獲得足夠適當的食物；
6. 在烏克蘭防止幼兒被遺棄；
7. 在多明尼加共和國協助受熱帶風暴「諾爾」（Tropical Storm Noel）侵襲影響的兒童。

在所籌得的260萬英鎊中，少於8%用於管理及籌款成本。

## 2008年賽事
「2008足球援助」（Soccer Aid 2008）於2008年9月7日再度舉行，比賽於溫布萊球場進行。「Ant & Dec」再次主持這項活動，而籌得的善款亦會捐助聯合國兒童基金會（UNICEF），但主催人之一兼隊長的罗比·威廉斯因膝傷而不能出席比賽。
哈利·列納（Harry Redknapp）及堅尼·道格利殊（Kenny Dalglish）分別擔任英格蘭隊及世界明星隊的主教練。

### 確認名單
| 英格蘭隊 - （Alan Shearer） - 占美·列納（Jamie Redknapp） - 本·谢菲尔德（Ben Shephard） - 贾米·西克斯顿（Jamie Theakston） - 基兰·布雷肯（Kyran Bracken） - 强纳森·威克斯（Jonathan Wilkes） - 葛瑞·蓋斯（Gareth Gates） | 世界明星隊 - 戈登·拉姆齊（Gordon Ramsay） - 布来恩·劳拉（Brian Lara） - 尼基·柏恩（Nicky Byrne，當時西城男孩成員之一） - 谢斯·麦卡夫（Jessie Metcalfe） - 帕特里克·基尔蒂（Patrick Kielty） - 舒米高（Peter Schmeichel） - 阿拉斯泰尔·坎贝尔（Alastair Campbell） |

## 外部連結
- Soccer Aid - ITV （页面存档备份，存于）
- Soccer Aid - UNICEF （页面存档备份，存于）
- 為兒童慈善募款～　羅比威廉斯與影視、足壇名人開踢[永久]